# Google Toolbar
Google Toolbar je panel nástrojů pro prohlížeč Internet Explorer, vyvinutý společností Google. Nejprve byl vydán v roce 2000 pro Internet Explorer 5. Google Toolbar také od září 2005 do června 2011 existoval pro prohlížeč Firefox.

## Funkce
Google Toolbar poskytuje pole pro vyhledávání na webu. Uživatelé se mohou přihlásit do svého Gmail účtů a mají přístup k jejich e-mailům, uloženým záložkám a k historii prohlížených stránek. Google Toolbar také umožňuje automatické vyplňování formulářů, kontrolu pravopisu a strojový překlad prohlížených webových stránek.